# Brickellia rosmarinifolia
Brickellia rosmarinifolia là một loài thực vật có hoa trong họ Cúc. Loài này được (Vent.) W.A.Weber mô tả khoa học đầu tiên năm 1983.